# Потік Водолія
Потік Водолія (англ. Aquarius stream) — зоряний потік в галактиці Чумацький Шлях. Потік отримав таку назву, оскільки більшість його зір для земного спостерігача знаходиться у напрямку сузір'я Водолія. У своїй найближчій точці потік проходить на відстані 2000 світлових років від Сонця, а в найдальшій точці — 30 тисяч світлових років від Сонця. Це один із наймолодших і найближчих до Землі зоряних потоків, він утворився близько 700 млн років тому. Потік був відкритий у 2010 році групою астрономів у рамках проєкту RAVE.